# راس النقيل (جبلة)

تعديل مصدري - تعديل

راس النقيل محلة تابعة لقرية الخزيجة، التابعة لعزلة الثوابي بمديرية جبلة إحدى مديريات محافظة إب في الجمهورية اليمنية، بلغ تعداد سكانها 29 حسب تعداد اليمن لعام 2004.